# Gare de Brunémont
La gare de Brunémont est une gare ferroviaire française de la ligne de Saint-Just-en-Chaussée à Douai, située sur le territoire de la commune de Brunémont dans le département du Nord, en région Hauts-de-France. 
C'est une halte voyageurs de la Société nationale des chemins de fer français (SNCF), desservie par des trains TER Hauts-de-France.

## Situation ferroviaire
Établie à 45 mètres d'altitude, la gare de Brunémont est située au point kilométrique (PK) 210,398 de la ligne de Saint-Just-en-Chaussée à Douai, entre les gares d'Aubigny-au-Bac et d'Arleux.

## Service des voyageurs

### Accueil
Halte SNCF, c'est un point d'arrêt non géré (PANG) à accès libre.

### Desserte
Brunémont est desservie par des trains TER Hauts-de-France qui effectuent des missions entre les gares de Douai, de Cambrai et de Saint-Quentin

### Intermodalité
Le stationnement des véhicules est possible à proximité.
La gare est desservie par les lignes 20 et 119 du réseau Évéole.